# Capnogryllacris gigantea
Capnogryllacris gigantea är en insektsart som beskrevs av Heinrich Hugo Karny 1937. Capnogryllacris gigantea ingår i släktet Capnogryllacris och familjen Gryllacrididae. Inga underarter finns listade i Catalogue of Life.